# Стемпень (Вармінсько-Мазурське воєводство)
Стемпень (пол. Stępień, нім. Stangendorf) — село в Польщі, у гміні Бранево Браневського повіту Вармінсько-Мазурського воєводства.
Населення — 176 осіб (2011).
У 1975-1998 роках село належало до Ельблонзького воєводства.

## Демографія
Демографічна структура станом на 31 березня 2011 року:
|          | Загалом | Допрацездатний вік | Працездатний вік | Постпрацездатний вік |
| -------- | ------- | ------------------ | ---------------- | -------------------- |
| Чоловіки | 85      | 23                 | 60               | 2                    |
| Жінки    | 91      | 27                 | 55               | 9                    |
| Разом    | 176     | 50                 | 115              | 11                   |